# Miao & WafuPafu
Miao & WafuPafu是由Jian Goh所创作的馬來西亞网络漫画与漫畫系列，始于2007年。
该作品讲述了主角Miao在日常生活中的各种经历。Miao，一只拟人化动物角色兼Jian Goh的化身，在他家乡古晋及世界各地探索与体验五彩繽紛的艺术，文化，旅行和生活方式。Miao的生活中还伴隨著两只仓鼠Wafu和Pafu，以及親朋戚友，共同推动故事的发展。